# Gneu Octavi (cònsol 128 aC)
Gneu Octavi (en llatí Cnaeus Octavius) va ser un magistrat romà del segle ii aC. Era fill de Gneu Octavi (cònsol 165 aC) i germà de Marc Octavi, tribú de la plebs l'any 133 aC. Formava part de la gens Octàvia, d'origen plebeu.
Va ser elegit cònsol de Roma l'any 128 aC juntament amb Tit Anni Lusc. Estava acostumat a parlar davant de les corts de justícia, segons diu Ciceró.